# Austrobryonia
Austrobryonia là một chi thực vật có hoa trong họ Cucurbitaceae.

## Loài
Chi Austrobryonia gồm các loài: